# J. Andrew Martin
J. Andrew Martin (29 maggio 1974) è un ex sciatore alpino statunitense.

## Biografia
In Nor-Am Cup Martin conquistò il primo podio il 23 febbraio 1997 a Banff/Mount Norquay in slalom speciale (3º); nel 2000 disputò la sua unica gara in Coppa del Mondo, lo slalom gigante di Yongpyong del 26 febbraio 2000 (senza portarlo a termine), e ottenne l'unica vittoria, nonché ultimo podio, in Nor-Am Cup, il 14 marzo a Nakiska nella medesima specialità. Si ritirò al termine di quella stessa stagione 1999-2000 e la sua ultima gara fu uno slalom speciale FIS disputato l'8 aprile a Le Relais; non prese parte a rassegne olimpiche o iridate.

## Palmarès

### Nor-Am Cup
- Miglior piazzamento in classifica generale: 13º nel 2000
- 3 podi:
  - 1 vittoria
  - 2 terzi posti

#### Nor-Am Cup - vittorie
| Data          | Località | Paese  | Specialità |
| ------------- | -------- | ------ | ---------- |
| 14 marzo 2000 | Nakiska  | Canada | GS         |

Legenda:

GS = slalom gigante

### Campionati statunitensi
- 1 medaglia:
  - 1 oro (slalom gigante nel 1999)